# Henri XI de Głogów
Pour les articles homonymes, voir Henri XI.
Henri XI de Głogów (polonais : Henryk XI Głogowski) (né vers 1429/1435 – 22 février 1476) fut duc de Głogów, c'est-à-dire de la moitié de Głogów tenue par sa lignée, Szprotawa, Krosno Odrzańskie, Świebodzin, Kożuchów Zielona Góra et Lubin à partir de 1467.

## Origine
Henri XI est le second fils de Henri IX l'Ancien, duc de Głogów et de son épouse Hedwige, fille de Conrad III d'Oleśnica. La mort de son frère ainé Sigismond le 24 décembre 1458 fait de lui le seul héritier de son père, son autre frère anonyme étant mort âgé d'environ une vingtaine d'années. En mai 1462, Henri XI participe à la rencontre à Głogów des rois Casimir IV de Pologne et Georges de Poděbrady de Bohême qui signent un traité d'amitié. Après l'excommunication du roi de Bohême par le Pape Pie II le 23 décembre 1466, Henri XI est excommunié comme son père pour ne pas avoir soutenu les prétentions au trône de Bohême du roi Casimir IV. À la mort d'Henri IX en 1467 il règne sur Głogów.

## Règne
Depuis son enfance Henri XI de santé fragile est un personnage maladif et indolent. Il établit sa résidence principale à  Kożuchów, dont il fait sa capitale de son état, Głogów et son château étant inclus dans l'autre moitié du duché entre les mains de la couronne de Bohême depuis l'extinction de la lignée Piast de Cieszyn. Écrasé par le souvenir de la figure paternelle, il ne fait pas preuve de grandes ambitions politiques et se révèle d'un indécision totale.
À la demande du Conseil de la cité de Wrocław il se décide finalement à envoyer un messager à Kraków, afin d'encourager le roi Casimir IV de Pologne ou l'un de ses fils à revendiquer le trône de Bohême. Toutefois en 1468, Henri XI se décide à soutenir Matthias Corvin de Hongrie dans sa tentative de s'emparer de ce même trône et participe à aux expéditions hongroises menées sans succès en Silésie et en Lusace contre Georges de Bohême. Cherchant toujours à imiter la politique paternelle il apporte son soutien à son cousin Balthasar et lui permet de reprendre son duché dont il avait été dépossédé par son propre frère Jean le Fou.
Un an plus tard en 1469 lors du couronnement du roi Matthias Corvin comme roi de Bohême à Olomouc il reçoit l'expectative de la restitution de la moitié du duché de Głogów annexée au royaume de Bohême depuis 1360 et qui incluait la cité et le château de Głogów. Il n'en obtiendrait toutefois la restitution formelle qu'après le décès de Margareta de Celje épouse de  Władysław, de la lignée de  Cieszyn qui contrôlait les cités qu'elle avait obtenu comme douaire ou  Oprawa wdowia.

## Union
Henri XI demeure célibataire très longtemps. À la fin de sa vie âgé d'une quarantaine d'années, sous la pression de ses conseillers stipendiés par le Margrave-Electeur Albert III Achille, il accepte d'épouser la fille de ce dernier Barbara de Brandeboug âgée de 8 ans !  Le contrat de mariage stipule qu'en cas de disparation du duc sans héritier ses états reviendraient à sa veuve avec possibilité de réversion à sa propre famille. Les noces son célébrées à Berlin le 11 octobre 1472. Henri XI meurt brutalement le 22 février 1476, vraisemblablement empoisonné par des agents de l'Electeur de Brandebourg. Il est inhumé dans l'église de Kożuchów.

## Succession
Henri XI est le dernier duc de la lignée de Głogów. Son seul héritier en ligne masculine légitime est son cousin  Jean II le Fou, ancien duc de Żagań, qui s'oppose aux prétentions de l'Electeur de Brandenbourg, mais aussi de Matthias Corvin et du roi Casimir IV de Pologne dont le fils ainé Vladislav II de Bohême épouse la très jeune veuve Barbara de Brandebourg dès le 20 août 1476. Ce n'est qu'en 1482 après six années de guerres, qu'un compromis est conclu entre les parties à Kamieniec Ząbkowicki, aux termes duquel les cités de Krosno Odrzańskie, Sulechów, Lubsko, Bobrowice sont dévolues au Brandenbourg.
Henri XI est jugé sévèrement tant pas les historiens polonais qu'allemand qui lui reproche son indolence.

## Sources
- (en) Cet article est partiellement ou en totalité issu de l’article de Wikipédia en anglais intitulé « Henry XI of Głogów » (voir la liste des auteurs), édition du 31 aout 2014.
- (en) & (de) Peter Truhart, Regents of Nations, K. G Saur Munich, 1984-1988 (ISBN 359810491X), Art. « Glogau (Pol. Głogów) + Freystadt, Gross-Glogau, Steinau », p.  2.450.
- (de) Europäische Stammtafeln Vittorio Klostermann, Gmbh, Francfort-sur-le-Main, 2004  (ISBN 3465032926),  Die Herzoge von Glogau †1476, und Sagan †1504 des Stammes der Piasten  Volume III Tafel 13.